# Ubangi (province)
Pour les articles homonymes, voir Ubangi.

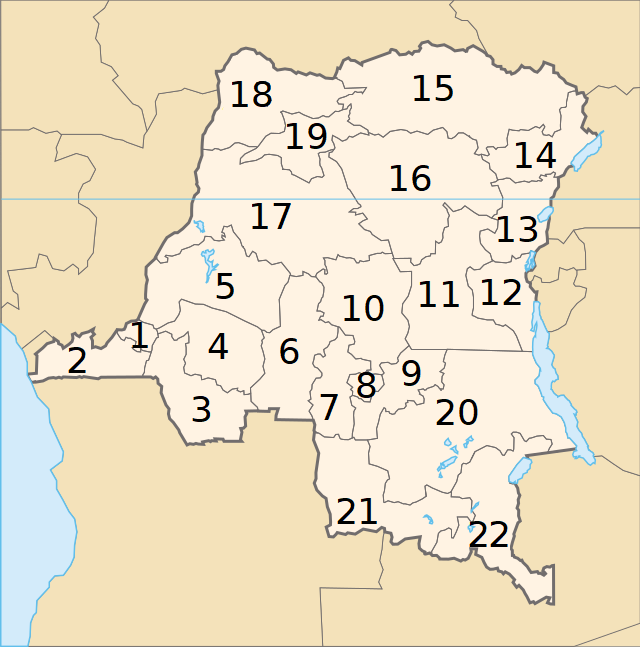
Carte administrative du Congo avec les anciennes provinces (Ubangi n°18).

La province de l'Ubangi est une ancienne province de la République démocratique du Congo. Elle a été créée en le 14 août 1962, lorsque le pays a été divisé en 21 provinces. L'ancienne province de l'Équateur a été divisée en deux, avec la Cuvette-Centrale et l'Ubangi. Sa capitale était Gemena.
Le 25 avril 1966, la province a été réunie avec celle du Moyen-Congo pour former la province de l'Équateur.
Son premier président de conseil provincial a été Alfred Nzondomyo, de septembre 1962 au 20 juillet 1965. Le second, renommé gouverneur en octobre 1965, est Michel Denge, du 20 juillet 1965 au 25 avril 1966.